# Renealmia
Renealmia is een geslacht uit de gemberfamilie (Zingiberaceae). De soorten komen voor van Mexico tot in tropisch Zuid-Amerika en in tropisch Afrika.

## Soorten
- Renealmia acreana Maas
- Renealmia africana Benth.
- Renealmia alborosea K.Schum.
- Renealmia alpinia (Rottb.) Maas
- Renealmia alticola Maas
- Renealmia aromatica (Aubl.) Griseb.
- Renealmia asplundii Maas
- Renealmia aurantiifera Maas
- Renealmia batangana K.Schum.
- Renealmia battenbergiana Cummins ex Baker
- Renealmia brachythyrsa Loes.
- Renealmia bracteata De Wild. & T.Durand
- Renealmia breviscapa (Poepp. & Endl.) Poepp. & Endl.
- Renealmia cabrae De Wild. & T.Durand
- Renealmia caucana Maas
- Renealmia cernua (Sw. ex Roem. & Schult.) J.F.Macbr.
- Renealmia chalcochlora K.Schum.
- Renealmia chiriquina Standl.
- Renealmia choroniensis Maas
- Renealmia chrysotricha Petersen
- Renealmia cincinnata (K.Schum.) T.Durand & Schinz
- Renealmia concinna Standl.
- Renealmia congesta Maas
- Renealmia congoensis Gagnep.
- Renealmia congolana De Wild. & T.Durand
- Renealmia costaricensis Standl.
- Renealmia cuatrecasasii Maas
- Renealmia cylindrica Maas & H.Maas
- Renealmia densiflora Urb.
- Renealmia densispica Koechlin
- Renealmia dermatopetala K.Schum.
- Renealmia dewevrei De Wild. & T.Durand
- Renealmia dolichocalyx Maas
- Renealmia dressleri Maas
- Renealmia elianae Ospina & Pozner
- Renealmia engleri K.Schum.
- Renealmia erythrocarpa Standl.
- Renealmia ferruginea Maas
- Renealmia floribunda K.Schum.
- Renealmia foliifera Standl.
- Renealmia fragilis Maas
- Renealmia guianensis Maas
- Renealmia heleniae Maas
- Renealmia jamaicensis (Gaertn.) Horan.
- Renealmia krukovii Maas
- Renealmia laxa K.Schum.
- Renealmia ligulata Maas
- Renealmia longifolia K.Schum.
- Renealmia lucida Maas
- Renealmia macrocolea K.Schum.
- Renealmia maculata Stapf
- Renealmia mannii Hook.f.
- Renealmia matogrossensis Maas
- Renealmia mexicana Klotzsch ex Petersen
- Renealmia microcalyx Maas & H.Maas
- Renealmia monosperma Miq.
- Renealmia nicolaioides Loes.
- Renealmia oligosperma K.Schum.
- Renealmia oligotricha Maas
- Renealmia orinocensis Rusby
- Renealmia pacifica (Maas) Maas & H.Maas
- Renealmia pallida Maas
- Renealmia pirrensis Maas & H.Maas
- Renealmia pluriplicata Maas
- Renealmia polyantha K.Schum.
- Renealmia polypus Gagnep.
- Renealmia puberula Steyerm.
- Renealmia purpurea Maas & H.Maas
- Renealmia pycnostachys K.Schum.
- Renealmia pyramidalis (Lam.) Maas
- Renealmia racemosa Poepp. & Endl.
- Renealmia sancti-thomae I.M.Turner
- Renealmia scaposa Maas
- Renealmia sessilifolia Gagnep.
- Renealmia stellulata Steyerm.
- Renealmia stenostachys K.Schum.
- Renealmia striata (Stokes) Govaerts ex Maas
- Renealmia thyrsoidea (Ruiz & Pav.) Poepp. & Endl.
- Renealmia urbaniana Loes.
- Renealmia vallensis Maas
- Renealmia variegata Maas & H.Maas
- Renealmia wurdackii Maas